# ビット・ザ・キューピッド
ビット・ザ・キューピッド（Bit the Cupid）は、日本のテレビアニメ作品。
1995年4月20日から1996年3月28日にかけて、テレビ東京系列局の番組『アニメ缶』にて放映された。1話15分、全48回。なお、日本で制作される連続CGアニメーション番組としては最初の番組である。
主人公の名は情報量の単位であるビットにちなみ、機械によって創造されたという設定を持つ。世界設定はギリシャ神話をベースにしており、ゼウスやヘラなど、ギリシャ神話の登場人物も多く登場し、ミダスの触れるものがみな金になる能力や、メデューサ退治、シシュポスの岩など、ギリシャ神話をベースにしたストーリーも存在するが、多くのストーリーはオリジナルである。尚、ヴィーナスやマルスなど、ローマ神話の名称になっている登場人物もいる。
1996年ごろVHSでビデオ化されたが、現在は廃盤である。
本作は、
声優の倉田雅世のデビュー作である。

## ストーリー
妖精トゥインカーの描いた絵を機械に放り込んだところ、いたずら好きのキューピッドのビットが誕生した。以後、トゥインカーはビットの引き起こすさまざまな騒ぎに巻き込まれることになる。

## スタッフ
- 監督:小華和ためお
- 企画:櫻井尚（アミューズ）、田代敦巳
- プロデューサー:岩田圭介、兼坂勝利
- 原作・キャラクター原案:松下進
- シリーズ構成:吉川惣司
- キャラクターデザイン・総作画監督:岡田敏靖
- 美術監督:小出英男
- 美術設定:児玉喬夫
- 美術協力:馬郡美保子
- 色彩設定:松浦恵理子
- 編集:古川雅士
- 音響監督:明田川進
- 音楽:鈴木豪、服部隆之
- 音楽プロデューサー:松崎澄夫
- 音楽協力:テレビ東京ミュージック
- テクニカルディレクター:前田庸生
- 録音:上林信芳
- 効果:倉橋静男
- 制作協力:B2プロダクション、ススムマツシダカンパニー
- アニメーション制作主任:島村和明
- デジタル映像制作主任:佐藤道明
- デジタル彩色制作主任:渡部一夫
- デジタルアニメーションプロデューサー:桜井宏、磯真査彦
- デジタルアニメーション制作:グループ・タック、ビー・ユー・ジー

- 製作:ビービー・プロダクション（サテライト、デビュー作）

## 主題歌
OP1「GOAL OF LOVE」
作詞：CHAR/KANNA S.McFADDIN 作曲・編曲：CHAR(竹中尚人)
歌：THE CUPIDS by CHAR(竹中尚人)＆ANN LEWIS

OP2「立入禁止」
作詞：朝水彼方 作曲：岩田雅之 編曲：松本晃彦
歌：Hiromi

ED「BLUEBERRY PASSION」
作詞：森雪之丞 作曲：石川恵樹 編曲：Dr.上海
歌：ピンキーピンキー

## キャスト
- ビット：渕崎ゆり子
- トゥインカ：西村ちなみ

妖精。愛の弓を使いたがっているが妖精には荷が重いという理由で却下されている。
- ゼウス：緒方賢一
- ビーナス：佐々木優子

美の女神。性格は慎ましいが美を司るだけに自分の美貌に自信を持っており、自分以上の美貌がいると知ったときにはショックを受けていた。
- ヘラ：横尾まり
- ヘルメス：上田祐司
- バッカス：北村弘一
- ヘーパイストス：龍田直樹
- コリントス、ハデス：荒川太郎
- マルス：梁田清之
- アポロン：古澤徹
- アンドロメダ：根谷美智子
- アルテミス、エコー：荒木香恵
- アテネ：川崎恵理子
- ガラテイア：かないみか
- プロメテウス：中博史
- エピメテウス：山崎たくみ
- パンドラ：江森浩子
- ペルセウス：佐藤佑暉
- パエトーン：坂本千夏
- ルシファー、シバ：松尾まつお
- デメテル：峰あつ子
- レダ：西原久美子
- ナルシス：細井治
- モデム：保志総一朗
- ロム：山本美由紀
- ラム：笹本優子
- カーソル：倉田雅世
- イカロス：岩永哲哉
- ロードス：石井隆夫
- ミダーラ：ならはしみき
- ガーム：高木渉

## 製作
本作を製作したビービー・プロダクションは、アミューズなど6社が、ビット・ザ・キューピッドを製作するために新たに設立したプロダクションである。
1994年春、2分間のパイロットフィルム『クピドの冒険』が製作され、これを元に同年秋、製作が決定した。製作に使われたシステムはPRISMSである。デジタル彩色は北海道岩見沢市で身体障害者授産施設などを運営する社会福祉法人岩見沢緑成園（現・社会福祉法人クピド・フェア）が行った。
障害者授産事業として1970年代からCOBOLなどによるコンピューターシステム開発事業を手がけていた岩見沢緑成園は当時、マルチメディアコンテンツ制作事業への転換を模索しており、札幌市のソフトウェア開発会社、株式会社ビー・ユー・ジーの依頼で受注することになった。スタッフは障害等級1、2級を含む岩見沢緑成園の障害者11人と地元採用の9人で、当初、基本をマスターするまでに2、3か月を要したが、作業の習熟度が上がるにつれて作業能力が平準化し、作業効率向上への著しい適応が見られた。
制作作業は、東京のグループ・タックと札幌のビー・ユー・ジー社、岩見沢緑成園の間でデータをやりとりする形で行われた。グループ・タックで作成された動画データはビー・ユー・ジー社を経由し、リムーバブルハードディスク「SyQuest」に格納されて彩色指示とともに岩見沢緑成園に届けられた。岩見沢緑成園ではPhotoshopで彩色を行い、1日あたり300枚を仕上げてハードディスクをビー・ユー・ジー社に返送。緊急時や冬季の吹雪による交通障害時には、ISDN回線でビー・ユー・ジー社に送った。ビー・ユー・ジー社は岩見沢緑成園から届いたデータをPRISMSを使用して編集し、VTRに仕上げてグループ・タックに発送。東京で音声を載せて完成させた。
ビット・ザ・キューピッドは初の連続CGアニメではあるが、使われたのは主に彩色部分である。ただし、3次元でモデリングしたキャラクターを登場させたり、背景をCGで作成して動かすといった工夫は随所で行われていた。また、彩色後、輪郭線をすべて消してあるのもこの作品の特徴である。

## 放映リスト
| 話数 | 放映日         | サブタイトル           | 脚本     | 絵コンテ     | 演出         | 作画監督     |
| ---- | -------------- | ---------------------- | -------- | ------------ | ------------ | ------------ |
| 1    | 1995年 4月20日 | ビット誕生!            | 吉川惣司 | 香川豊       | 香川豊       | 岡田敏靖     |
| 2    | 4月27日        | パンドラより愛をこめて | 吉川惣司 | 香川豊       | 香川豊       | 佐久間しげ子 |
| 3    | 5月4日         | バッカスの嬉しい贈り物 | 吉川惣司 | 青野昌       | 青野昌       | 柳瀬雄之     |
| 4    | 5月11日        | 翔べ!イカロス          | 吉川惣司 | 酒井伸次     | 酒井伸次     | 朝倉隆       |
| 5    | 5月18日        | あぶない熟年ゼウス     | 吉川惣司 | 辻山秀一     | 辻山秀一     | 大島りえ     |
| 6    | 5月25日        | 愛しきビーナス人形     | 吉川惣司 | 辻伸一       | 辻伸一       | 楠田ゴン     |
| 7    | 6月1日         | アンドロメダ騒動記     | 吉川惣司 | 横田和       | 横田和       | 馬場俊子     |
| 8    | 6月8日         | クモ女!アラクネ        | 吉川惣司 | 高田耕一     | 高田耕一     | 小林勝利     |
| 9    | 6月15日        | 軍神マルスの大戦争     | 吉川惣司 | 辻山秀一     | 辻山秀一     | 大島りえ     |
| 10   | 6月22日        | ナルシスが好き!        | 吉川惣司 | 青野昌       | 青野昌       | 太田雅彦     |
| 11   | 6月29日        | アルテミスの秘密       | 吉川惣司 | 横田和       | 横田和       | 馬場俊子     |
| 12   | 7月6日         | パパはアポロン?        | 吉川惣司 | 香川豊       | 香川豊       | 朝倉隆       |
| 13   | 7月13日        | パエトーン!炎の戦車    | 吉川惣司 | 香川豊       | 香川豊       | 大宅光子     |
| 14   | 7月20日        | ヘルメスのサンダル     | 吉川惣司 | 高田耕一     | 高田耕一     | 武田政夫     |
| 15   | 8月3日         | 決定!世界一速い天使    | 吉川惣司 | 村田雅彦     | 村田雅彦     | 太田雅彦     |
| 16   | 8月10日        | 青銅の巨人タロス       | 吉川惣司 | 香川豊       | 香川豊       | 佐久間しげ子 |
| 17   | 8月17日        | 戦争ロボットの憂欝     | 吉川惣司 | 高田耕一     | 高田耕一     | 並木あゆみ   |
| 18   | 8月24日        | 聞こえた!心の交響曲    | 吉川惣司 | 青野昌       | 香川豊       | 馬場俊子     |
| 19   | 8月31日        | 立ち上がれ!タロス      | 吉川惣司 | 村田雅彦     | 村田雅彦     | 林一哉       |
| 20   | 9月7日         | 知恵ある男シシュポス   | 吉川惣司 | 香川豊       | 香川豊       | 竹松一生     |
| 21   | 9月14日        | 騙された死神ハデス     | 吉川惣司 | 高田耕一     | 高田耕一     | 太田雅彦     |
| 22   | 9月21日        | 怪物メデューサの恐怖   | 吉川惣司 | 村田雅彦     | 村田雅彦     | 佐久間しげ子 |
| 23   | 9月28日        | 巨人アトラスとの約束   | 吉川惣司 | 香川豊       | 香川豊       | 並木あゆみ   |
| 24   | 10月5日        | ゴルゴン姉妹に御用心!  | 吉川惣司 | 高田耕一     | 高田耕一     | 林一哉       |
| 25   | 10月19日       | 戦慄!メデューサの首    | 吉川惣司 | 村田雅彦     | 村田雅彦     | 馬場俊子     |
| 26   | 10月26日       | ヒヤシンスはライバル   | 吉川惣司 | 辻伸一       | 辻伸一       | 太田雅彦     |
| 27   | 11月2日        | 黄金の殺人フリスビー   | 吉川惣司 | 高田耕一     | 高田耕一     | 野村誠司     |
| 28   | 11月9日        | 可愛い人魚ガラティア   | 吉川惣司 | 石山タカ明   | 石山タカ明   | 安部正己     |
| 29   | 11月16日       | ポセイドンからの招待状 | 吉川惣司 | 香川豊       | 香川豊       | 並木あゆみ   |
| 30   | 11月23日       | 恐怖の海底遊園地!      | 吉川惣司 | 高田耕一     | 高田耕一     | 林一哉       |
| 31   | 11月30日       | 海は怖いな不思議だな   | 吉川惣司 | 小華和ためお | 村田雅彦     | 岡迫亘弘     |
| 32   | 12月7日        | 牧神パーンはモテ男     | 吉川惣司 | 小華和ためお | 香川豊       | 馬場俊子     |
| 33   | 12月14日       | ヘラのラブラブ大騒動   | 吉川惣司 | 小華和ためお | 久米一成     | 太田雅彦     |
| 34   | 12月30日       | 鳥の国からきたオリー   | 吉川惣司 | 石山タカ明   | 石山タカ明   | 安部正己     |
| 35   | 12月30日       | 空飛ぶ戦艦を狙え!      | 吉川惣司 | 高田耕一     | 香川豊       | 野村誠司     |
| 36   | 1996年 1月4日  | 鳥の王国オルニポリス   | 吉川惣司 | 村田雅彦     | 村田雅彦     | 馬場俊子     |
| 37   | 1月11日        | 国王テレウスの正体     | 吉川惣司 | 香川豊       | 香川豊       | 林一哉       |
| 38   | 1月18日        | ドキドキお化け屋敷     | 吉川惣司 | 高田耕一     | 石山タカ明   | 太田雅彦     |
| 39   | 1月25日        | お化けビットの逆襲     | 吉川惣司 | 高田耕一     | 村田雅彦     | 前田康成     |
| 40   | 2月1日         | ビッシリ地獄の恐怖!?   | 吉川惣司 | 高田耕一     | 香川豊       | 野村誠司     |
| 41   | 2月8日         | 嫌われ者よ永遠なれ!    | 吉川惣司 | 高田耕一     | 石山タカ明   | 馬場俊子     |
| 42   | 2月15日        | ハデスの想い出裁判     | 吉川惣司 | 高田耕一     | 村田雅彦     |              |
| 43   | 2月22日        | ゼウス・千年目の運命   | 吉川惣司 | 高田耕一     | 香川豊       | 並木あゆみ   |
| 44   | 2月29日        | 危ウシのバーベキュー   | 吉川惣司 | 久米一成     | 久米一成     | 太田雅彦     |
| 45   | 3月7日         | 狙われた虹の女神       | 吉川惣司 | 高田耕一     | 石山タカ明   | 岡田敏靖     |
| 46   | 3月14日        | 勇気だ希望だレインボー | 吉川惣司 | 高田耕一     | 香川豊       | 野村誠司     |
| 47   | 3月21日        | バイバイ・オリンポス   | 吉川惣司 | 高田耕一     | 小華和ためお | 馬場俊子     |
| 48   | 3月28日        | ビットの誕生日!        | 吉川惣司 | 高田耕一     | 高田耕一     | 岡田敏靖     |

## 関連商品
VHS
現在は廃盤となっている。
- ビット・ザ・キューピッドVol.1（1996年4月26日、品番：AMS-0075）
- ビット・ザ・キューピッドVol.2（1996年4月26日、品番：AMS-0076）
- ビット・ザ・キューピッドVol.3（1996年4月26日、品番：AMS-0078）
- ビット・ザ・キューピッドVol.4（1996年4月26日、品番：AMS-0079）
- ビット・ザ・キューピッドVol.5（1996年4月26日、品番：AMS-0080）
- ビット・ザ・キューピッドVol.6（1996年4月26日、品番：AMS-0081）
- ビット・ザ・キューピッドVol.7（1996年5月24日、品番：AMS-0082）
- ビット・ザ・キューピッドVol.8（1996年5月24日、品番：AMS-0083）
- ビット・ザ・キューピッドVol.9（1996年5月24日、品番：AMS-0084）
- ビット・ザ・キューピッドVol.10（1996年5月24日、品番：AMS-0085）
- ビット・ザ・キューピッドVol.11（1996年5月24日、品番：AMS-0086）
- ビット・ザ・キューピッドVol.12（1996年5月24日、品番：AMS-0087）

CD
ビット・ザ・キューピッド オリジナルサウンドトラック